# Vicent Baydal i Sala
Vicent Baydal i Sala   (València, 6 de novembre de 1979) és un historiador valencià, i un dels cronistes de la ciutat de València.

## Biografia
Va estudiar a la Universitat de València i es va doctorar a la Pompeu Fabra de Barcelona, al CSIC. La seua tesi tracta sobre el naixement de la Generalitat Valenciana i el pactisme valencià. Ha realitzat investigacions postdoctorals a Oxford, i des de 2015 realitza docència a la Universitat Jaume I de Castelló. Especialment actiu en xarxes socials i en mitjans públics, va començar la seua activitat de divulgador en el blog d'internet Vent de Cabylia, que va obrir mentre feia el doctorat. Durant l'etapa d'estudiant universitari fou cofundador de l'associació Grup Harca, que també fa divulgació mitjançant blogs d'internet i publicació de llibres.
Vinculat a la revista cultural Lletraferit, és un dels fundadors de l'editorial Llibres de la Drassana. Amb esta editorial ha publicat diversos treballs de divulgació històrica, amb material reelaborat a partir del que ja havia publicat, tant en el seu blog personal com en el col·lectiu del Grup Harca. És autor del llibre, Els valencians, des de quan són valencians?, editat per Afers el 2016. Es tracta d'un llibre d'investigació històrica en què investiga els processos mitjançant els quals es va construir la identitat dels valencians. En la primera part del llibre, Baydal refuta diverses tesis sobre la creació de la nació espanyola o la reconquesta segons les quals Espanya existiria des de l'any 1000 aC, la intenció de Baydal és merament històrica, i investiga els fets socials sense cap determinisme. Tot i l'existència d'estudis semblants fets per Antoni Ferrando o Agustín Rubio Vela, que són presos en consideració en el llibre, una de les aportacions de l'estudi de Baydal és que per primera vegada l'anàlisi de la consciència identitària dels valencians es fa des del moment de la seua aparició, i no des del moment en què esta ja s'ha consolidat, a les acaballes del segle xiv. Així, l'estudi de Baydal completa allò que els autors precedents no havien analitzat, com els camins, etapes i motius que havien permés la construcció identitària dels valencians, el com i el perquè.
Per a Baydal, els Furs de València van ser l'element central al voltant del qual es jugaren les possibilitats i els camins per aconseguir la consciència identitària dels valencians, tot i una llarga i complexa història d'acceptació, rebuig i final implantació a tot el territori. La territorialització dels Furs i la configuració d'un cos polític comú serien els elements primordials per a la vehiculació d'un sentiment identitari valencià. Va ser un procés d'un segle de durada, en què l'actuació de la ciutat de València va ser primordial, ja que els seus interessos van estar lligats a la de l'expansió i aplicació dels Furs.
El canvi que va fer possible que el sentiment s'estenguera per tot el Regne de València va donar-se a les Corts de 1329-30, acabada la Guerra de la Unió. A partir d'esta data, en 1336 i 1340 es troben els primers esments del gentilici valencià. Va ser un procés lent, que alhora es va veure reforçat per esdeveniments com la Guerra contra Castella del 1357. La identitat valenciana no es construeix en contra de les d'Aragó o Catalunya, sinó que és un procés marcat per l'evolució institucional a la Corona d'Aragó i paral·lel a l'evolució dels altres territoris, així com inclusiva.
Les investigacions de Baydal corroboren i confirmen les investigacions de Ferrando i Rubio Vela, alhora que les complementa cap arrere en el temps.

### Lluita contra la pseudohistòria
Juntament amb Cristian Palomo, Vicent Baydal ha coordinat el llibre Pseudohistòria contra Catalunya, en què es rebaten afirmacions sobre història de Catalunya basades en motivacions ideològiques i polítiques, i no en documents analitzats científicament. Entre aquestes afirmacions destaquen les que neguen l'existència de Catalunya almenys des del segle XII o les que asseguren que Cristòfor Colom fou en realitat el ciutadà català Joan Colom i Bertran.